# Шахмурад
Шахмурад (Шах-Мурад) (1741 — 30 листопада 1800) — 1-й володар Бухарського емірату у 1785—1800 роках.

## Життєпис

### Молоді роки
Походив з племені мангитів. Старший син аталика Даніял-бека, що був фактичним правителем Бухарського ханства, та кунгратки Юлдуз-бегум. Народився 1741 року в Керміні. Спочатку він був намісником у Керміні, потім у Карші. Під впливом свого духовного наставника Шейха Сафара захопився суфізмом. Він замикався у мечеті і займався релігійною медитацією. Відмову від багатства, залишеного йому у спадок батьком, він мотивував тим, що його отримано насильством.
У 1771 році був призначений хакімом (правителем) Самарканду. На цій доклав багато зусиль для відновлення міста. За спосіб життя народ назвав його Аміром Масумом (безгрішним еміром). При ньому була відновлена Даргомська гребля, і місто знову стало одержувати воду. Він відбивав набіги кочівників і залучав до міста мешканців. Особливу увагу приділяв Шахмурад медресе. Призначав викладачів та відновив читання лекцій. Нестача коштів змусила обмежитися лише ремонтом уцілілих медресе та мечетей, а також прибудовою незначних будівель із цегли, яку брали з руїн стародавніх пам'яток.

### Панування
1785 року в Бухарі вибухнуло повстання проти Даніял-бека та його сановників. Під час нього Даніял-бекпомер або загинув. Знать закликала до Бухари Шахмурада. Для придушення повстання його довелося піти на поступки містянам Бухари: він урочисто дав населенню тарханну грамоту, тобто привілей у податковому та деяких інших відносинах. Спочатку був оголошений аталиком. Але того ж року повалив Абулгазі-хана, прийнявши титул еміра Бухари. При цьому оженився на доньці хана задля отримання номінальних прав на трон.
Вимушен був на початку протистояти напівнезалежним правителям (хакімам) міст та вілайєтів. Шахмураду вдалося відбити напад Ніяза Алі, хакіма Шахрисабза, на Бухару. За цим відібрав у Ніяз Алі частину володінь, але залишив Шахрисабз з титулом бека.
Водночас задля зміцнення свого становища та підтримки населення наказав стратити кушбегі Мухаммед Давлата, що був визнаний винним у розтраті державної скарбниці, установі надмірних податків для бухарського населення, корупції.
У перший рік панування також провів грошову реформу, внаслідок якої з'явилася нова монетна система з зовсім іншим типом монет. Монета набула майже світського характеру. Монети карбувалися з ім'ям Даніял-бека. За свідченням Мірзи Шамса Бухарі, Шахмурад не допускав, щоб ім'я його згадувалося на хутбі або зображувалося на монеті на тій підставі, що «ми не пануючого роду, предки наші звичайні узбеки».
Шахмурад скасував розкішний двір, а натомість заснував залу суду, де засідали 40 суддів, під безпосереднім керівництвом еміра. За одними відомостями, суд засідав щопонеділка та п'ятниці. Кожен суддя мав на руках книги, написані Шахмурад, ймовірно з ісламської юриспруденції. На тепер вони не збереглися. Ніхто незалежно від його політичного та економічного становища не мав права не прийти до зали суду, якщо був викликаний туди. Шахмурад скасував багато податків, крім податків із іноземного краму, джизі та закята.
З метою поліпшення управління державою призначив старшого сина Хайдара хакімом Карші, а сина Хусейна — Самарканду. Невдовзі довелося придушувати заколоти братів — Тохтамиша і Султан-Мурада. Першого було відправлено в хадж до Мекки, а іншого — ув'язнено в цитаделі Бухари.
1785 року хитрістю захопив Мерв, де панував Байрам Алі-хана, якого було вбито, а місто з навколишніми землями пограбовано. З 1786 року підтримав заворушення в Балсі та Акчи, спрямовані проти афганського панування. Скориставшись послабленням Дурранійської держави 1788 року повернув під владу Андхой, Шиберган, Кундуз, Сарипуль, Ахчу, які в 1752 році були захоплені Ахмад-шахом. За цим здійснив походи на Ура-Тюбе, Ходжент, Хавас, Заамін, Ям, захопив їх, а частину мешканців насильно переселив до Самарканду, де заснував 24 окремих квартали (гузара) з мечетями. Того ж року відправив посольство до Російської імперії на чолі із Полванкулі Курчи.  Водночас відправив  посланців до казахських біїв та султанів, пропонуючи їм допомогу у протистоянні російській загарбницькій політиці.
1789 року не маючи змоги протистояти дурранійському війську залишив Акчи та інші землі поблизу. 1790 року остаточно приєднав Мерв до емірату. Підтримував дипломатичні відносини з Османською імперією, куди декілька разів відправляв посольства. також зберігав мир з Шахрох Шахом, володарем Хорасану.
У 1793 році Шахмурад, скориставшись смертю Тимур-шаха захопив Балх, а до 1800 року приєднав його до складу Бухарського емірату. Також було встановлено зверхність над Бадахшанським ханством.
1796 року після захоплення Хорасану військами Ага-Мохаммед-хана спочатку прийняв у себе синів Шахрох Шаха — Кулі Мірзу та Хайдар Мірзу, але потім заманив їх у пастку, де дозволив вбити їх Турехом, онуком хівинського правителя Ільбарс-хана III, в помсту за плюндрування Хіви військами Надир Шаха, прадіда Кулі і Хайдара. Втім ймовірніше бухарський емір не бажав псувати відносини з перським шахом. 1797 року відправив посольство на чолі із Палванкулі-курчі до Російської імперії.
Помер 1800 року. Йому спадкував син Хайдар. Був похований на цвинтарі Ішан Імло в Бухарі (цей цвинтар у 1930-х роках було знищено радянською владою).

## Меценатство
За його вказівками було відремонтовано, відновлено або перебудовано самаркандські медресе Ходжа Ахрар або Мадрасаї Сафед (Біла медресе), медресе Шейбані-хана, Улугбека тощо.